# Patryk Paryzek
Patryk Paryzek (ur. 3 lutego 2006 w Poznaniu) – polski piłkarz, występujący na pozycji napastnika w klubie Pogoń Szczecin.